# ヘンリー・シンジョン (第4代ボリングブルック子爵)
第4代ボリングブルック子爵および第5代シンジョン子爵ヘンリー・シンジョン（英語: Henry St John, 4th Viscount Bolingbroke, 5th Viscount St John、1786年3月6日 – 1851年10月1日）は、グレートブリテン貴族。

## 生涯
第3代ボリングブルック子爵および第4代シンジョン子爵ジョージ・リチャード・シンジョンと1人目の妻シャーロット（Charlotte、旧姓コリンズ（Collins）、1803年1月11日没、トマス・コリンズの娘）の次男（長男ジョージは1803年5月26日に死去）として、1786年3月6日に生まれた。
1824年12月18日に父が死去すると、ボリングブルック子爵位とシンジョン子爵位を継承した。貴族院ではホイッグ党に属し、第1回選挙法改正の第2次法案（1831年10月）に賛成票を投じた。
1851年10月1日にエルギンで死去、ウィルトシャーのリディアード・トレゴーズで埋葬された。

## 家族
1812年6月3日、マリア・シンジョン＝マイルドメイ（Maria St John-Mildmay、1836年12月21日没、第3代準男爵サー・ヘンリー・ポーレット・シンジョン＝マイルドメイの娘）と結婚、2男4女をもうけた。
- マリア・ルイーザ（1813年3月17日 – 1861年6月2日） - 1839年3月11日、ジョン・ローリストン・ネラー（John Lauriston Kneller、ゴドフリー・ジョン・ネラーの息子）と結婚、子供あり[3][4]
- アン・ジェーン・シャーロット（1814年8月8日 – 1881年4月24日） - 1838年4月21日、ローレンス・ロバート・ショー（Laurence Robert Shawe、1861年9月7日没）と結婚、子供あり[3][4]
- イザベラ（1816年2月12日 – 1857年以降） - 1857年6月2日、フレデリック・ゲルダート・ウェブ・ホーロック（Frederic Geldart Webbe Horlock、1907年までに没）と結婚、子供なし[3][4]
- エミリー・アラベラ・ジェーン（1817年8月18日 – 1855年7月20日） - 1840年6月24日、ウィリアム・コーベット・スミス（William Corbert Smith、1847年3月9日没）と結婚。1852年1月14日、フレデリック・ゲルダート・ウェブ・ホーロック（Frederic Geldart Webbe Horlock、1907年までに没）と再婚。エミリーの死後、ホーロックはエミリーの姉イザベラと再婚した[3][4]
- ヘンリー（英語版）（1820年3月30日洗礼 – 1899年11月7日） - 第5代ボリングブルック子爵、第6代シンジョン子爵[1]
- スペンサー・マイルドメイ（1822年 – 1849年8月20日） - 1842年2月1日、ドラ・クラッターバック（Dora Clutterbuck、1847年3月22日没、J・クラッターバックの娘）と結婚、1男1女をもうけた[3][4]